# Noorduyn Norseman

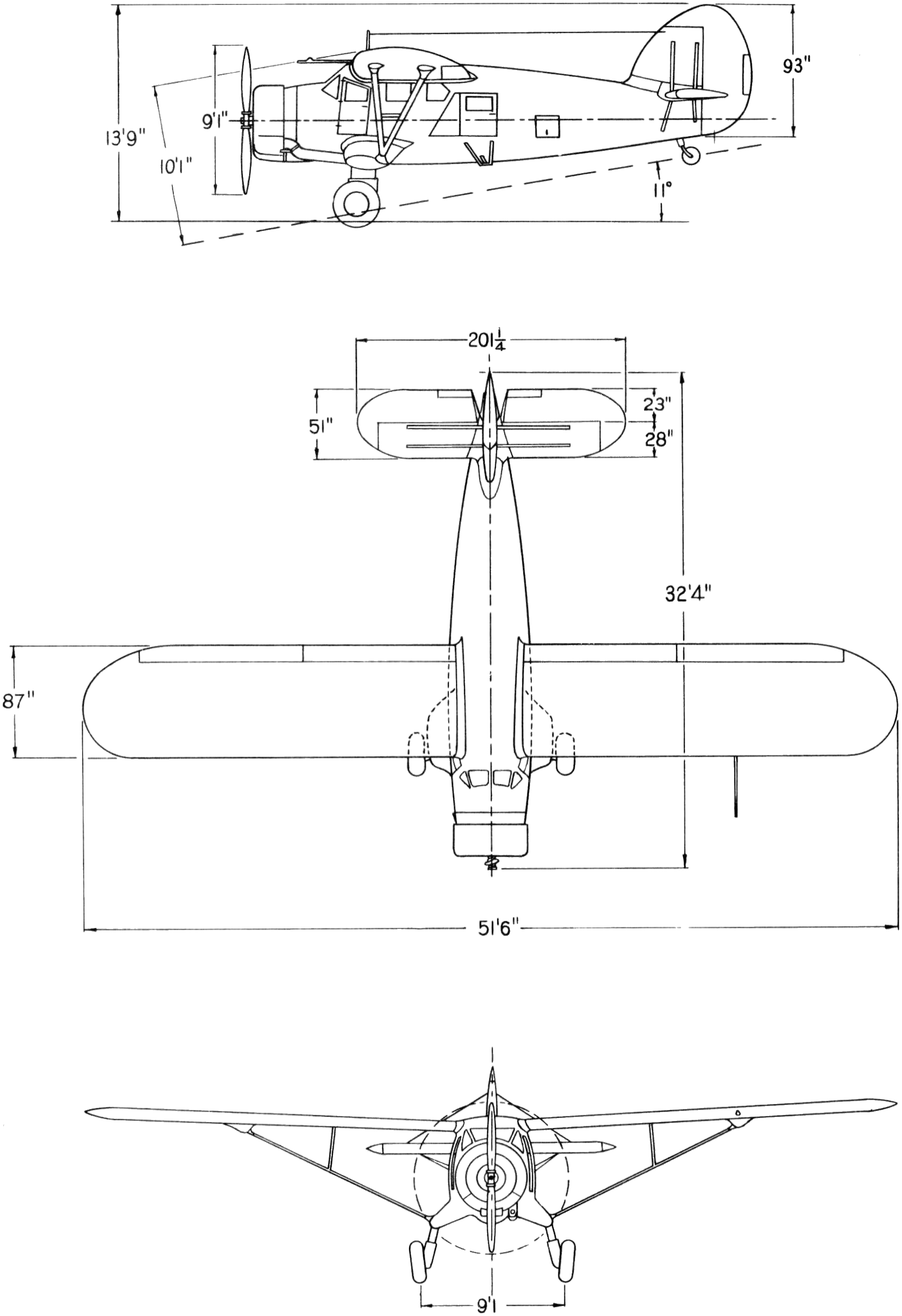
Noorduyn Norseman

Noorduyn Norseman — одномоторный лёгкий многоцелевой самолёт короткого взлёта и посадки, предназначенный для эксплуатации в сложных условиях неосвоенных районов. Используется для грузопассажирских перевозок, авиахимических работ, в экспедициях, поисково-спасательных операциях, в различных стран как лёгкий универсальный транспорт.

## Разработка и конструкция
Разработка самолёта начались в 1934 году. Опытный образец самолёта совершил свой первый полёт 14 ноября 1935 года. Находился в производстве с 1938 года по 1959 год. Построено около 900 машин. Представляет собой подкосный высокоплан, имеет неубирающееся шасси с хвостовым колесом. Мог оборудоваться поплавками или лыжами. Конструкция корпуса не цельно металлическая. Основной заказчик ВВС Армии США. Постановлялся в ВВС Австралии, Бразилии, Гондураса, Индонезии, Норвегии и Швеции. Около 50 самолётов эксплуатируются по настоящее время (2015 год).

## Лётно-технические характеристики
Экипаж: 2
Грузоподъёмность: 8 пассажиров,
Длина фюзеляжа: 9.75 м.
Размах крыльев: 15.7 м.
Высота: 3.12 м.
Вес пустого: 2123 кг
Взлётный вес: 3357 кг
Двигатель: 1 x Pratt & Whitney R-1340-AN-1 Wasp, 410кВт (550 л. с.)
Максимальная скорость: 266 км/ч
Крейсерская скорость 230 км/ч
Дальность: 967 км.
Практический потолок: 5180 м.